# Eugène Terre'Blanche
Eugène Ney Terre'Blanche (Ventersdorp, 31 januari 1941 – aldaar, 3 april 2010) was de voorman van de extreemrechtse Zuid-Afrikaanse Afrikaner Weerstandsbeweging (AWB) van 1973 tot 1997 en vervolgens van 2008 tot aan zijn dood in 2010. Terre'Blanche was tevens dichter.

## Levensloop
Terre'Blanche werd vernoemd naar Michel Ney (1769-1815), een veldheer van Napoleon Bonaparte. Zijn ouders waren afstammelingen van Franse hugenoten, zijn achternaam Terre'Blanche betekent in het Frans zoveel als blanke aarde en wordt in het Afrikaans uitgesproken als terblans en ook wel zo geschreven.
Terre'Blanche groeide op in Ventersdorp en rondde in 1962 de middelbare school in Potchefstroom af. Al als scholier richtte hij de Jong Afrikanerharte op, een beweging die de belangen van de jonge Afrikaners moest behartigen.
Na zijn middelbare school werkte hij bij de politie en diende als vrijwilliger in Zuidwest-Afrika (het tegenwoordige Namibië), waar hij officier was. Na zijn militaire dienst werd hij lijfwacht van premier John Vorster.
Na vier jaar verliet hij de politie, werd lid van de rechtse Herstigte Nasionale Party (HNP) en was kandidaat voor de kieskring Heidelberg voor de verkiezingen. Op 7 juli 1973 richtte Eugene Terre'Blanche met zes anderen de AWB op. Doel van de AWB was de oprichting van een eigen Volkstaat voor Afrikaners.
In december 1982 werd Terre'Blanche aangehouden wegens verboden wapenbezit. In juli 1983 werd hij vanwege verboden wapenbezit en terroristische activiteiten tot 3 jaar voorwaardelijk veroordeeld. In 2000 kreeg Terre'Blanche hiervoor amnestie.
In 2000 werd Terre'Blanche vanwege verschillende gewelddadige conflicten met zwarte Zuid-Afrikanen veroordeeld tot zes jaar cel. Van april 2000 tot juni 2004 zat hij hiervoor gevangen. Na zijn gevangenisstraf was Terre'Blanche veranderd. Zijn beleving van het christelijk geloof was intenser geworden en hoewel zijn mening over de apartheid en rassenscheiding niet was veranderd, dacht hij wel anders over de manier waarop deze doelen zouden moeten worden verwezenlijkt.

## Moord
Op 3 april 2010 werd Terre'Blanche op zijn eigen boerderij vermoord. Zijn hoofd en gezicht waren verwond en bij het lichaam werden een panga en een knopkirie aangetroffen. Volgens Zuid-Afrikaanse media zijn de daders jonge zwarte Afrikanen in dienst op zijn veehouderij. Een van de daders was een vijftienjarige jongen. Als motief voor de moord gaven zij dat ze niet waren betaald voor werk dat ze op Terre'Blanches boerderij hadden gedaan. Op 22 augustus 2012 werd Chris Mahlangu schuldig bevonden aan roofmoord. Zijn medeplichtige, Patrick Ndlovu werd vrijgesproken van moord maar veroordeeld voor inbraak. Terre'Blanche liet een vrouw Martie en één dochter Beya na.